# Яцюк Микола Софронович
Яцюк Микола Софронович (нар. 9 травня 1945 року, село Кашперівка Козятинського району Вінницької області) — педагог, художник, Почесний громадянин міста Бердичева.
Микола Яцюк працював учителем у середній школі №15, у 1979 році очолив новостворену міську дитячу художню школу. За наступні майже сорок років більше 1000 учнів закінчили бердичівську художню школу, якою всі ці роки незмінно керував Микола Яцюк. Він — постійний позаштатний художник-графік міськрайонної газети “Земля Бердичівська” (колишній “Радянський шлях”). Його малюнки, етюди, художні оформлення статей та нарисів постійно з’являються на сторінках газети.
Також Микола Софронович став художнім оформлювачем багатьох літературних видань: книг Михайла Полюги “Свет мой печальний”, “Я пришел в Вавилон”; Наталії Котикової “Мой стиль — это мои убеждения” (про уродженця Бердичева композитора Віктора Томіліна); композитора та виконавця Олеся Коляди “Пісні про Україну”, тощо. Полотна Миколи Яцюка можна зустріти в офісах підприємств та музеях Бердичева.
Рішенням виконкому міської Ради від 18 серпня 2005 року за вагомий особистий внесок у соціально-економічний розвиток міста, активну участь у житті територіальної громади та з нагоди 575-ліття від року заснування Бердичева Яцюку Миколі Софроновичу присвоєно звання “Почесний громадянин міста Бердичева”.